# Diócesis de Valle de la Pascua
La diócesis de Valle de la Pascua (en latín: Dioecesis Vallispaschalensis) es una circunscripción eclesiástica de la Iglesia católica en Venezuela. Se trata de una diócesis latina, sufragánea de la arquidiócesis de Calabozo. Desde el 11 de enero de 2024 su obispo es Ricardo Aldo Barreto Cairo.

## Territorio y organización
La diócesis tiene 37 000 km² y extiende su jurisdicción sobre los fieles católicos de rito latino residentes en 9 municipios del estado Guárico: Leonardo Infante, Chaguaramas, Juan José Rondón, El Socorro, José Félix Rivas, Pedro Zaraza, José Tadeo Monagas, San José de Guaribe y Santa María de Ipire.
La sede de la diócesis se encuentra en la ciudad de Valle de la Pascua, en donde se halla la Catedral de Nuestra Señora de la Candelaria.
En 2022 en la diócesis existían 31 parroquias.

## Historia
La diócesis fue erigida el 25 de julio de 1992 mediante la bula Cum ad aptius  del papa Juan Pablo II, obteniendo el territorio de la diócesis de Calabozo (hoy arquidiócesis).
Originalmente sufragánea de la arquidiócesis de Caracas, el 17 de junio de 1995 pasó a formar parte de la provincia eclesiástica de Calabozo.

## Estadísticas
Según el Anuario Pontificio 2023 la diócesis tenía a fines de 2022 un total de 320 000 fieles bautizados.
| Año                                                                             | Población            | Población | Población      | Sacerdotes | Sacerdotes    | Sacerdotes    | Bautizados por sacerdote | Diáconos permanentes | Religiosos | Religiosos | Parroquias |
| Año                                                                             | Bautizados católicos | Total     | % de católicos | Total      | Clero secular | Clero regular | Bautizados por sacerdote | Diáconos permanentes | Varones    | Mujeres    | Parroquias |
| ------------------------------------------------------------------------------- | -------------------- | --------- | -------------- | ---------- | ------------- | ------------- | ------------------------ | -------------------- | ---------- | ---------- | ---------- |
| 1999                                                                            | 318 000              | 320 250   | 99.3           | 16         | 12            | 4             | 19 875                   |                      | 4          | 28         | 25         |
| 2000                                                                            | 242 000              | 350 000   | 69.1           | 16         | 12            | 4             | 15 125                   |                      | 4          | 30         | 23         |
| 2001                                                                            | 242 000              | 350 000   | 69.1           | 18         | 14            | 4             | 13 444                   |                      | 4          | 30         | 23         |
| 2002                                                                            | 352 000              | 360 000   | 97.8           | 17         | 13            | 4             | 20 705                   |                      | 4          | 31         | 24         |
| 2003                                                                            | 352 000              | 360 000   | 97.8           | 18         | 14            | 4             | 19 555                   |                      | 4          | 31         | 25         |
| 2004                                                                            | 352 000              | 360 000   | 97.8           | 18         | 14            | 4             | 19 555                   |                      | 4          | 31         | 25         |
| 2010                                                                            | 389 000              | 396 000   | 98.2           | 31         | 27            | 4             | 12 548                   | 1                    | 4          | 21         | 28         |
| 2014                                                                            | 412 000              | 420 000   | 98.1           | 29         | 25            | 4             | 14 206                   | 3                    | 8          | 16         | 32         |
| 2017                                                                            | 429 390              | 437 610   | 98.1           | 31         | 27            | 4             | 13 851                   | 4                    | 4          | 23         | 36         |
| 2020                                                                            | 443 350              | 453 000   | 97.9           | 27         | 25            | 2             | 16 420                   | 4                    | 2          | 27         | 31         |
| 2022                                                                            | 320 000              | 423 000   | 75.7           | 25         | 23            | 2             | 12 800                   | 6                    | 4          | 14         | 31         |
| Fuente: Catholic-Hierarchy, que a su vez toma los datos del Anuario Pontificio. |                      |           |                |            |               |               |                          |                      |            |            |            |

## Episcopologio
- Joaquín José Morón Hidalgo (25 de julio de 1992-27 de diciembre de 2002 nombrado obispo de Acarigua-Araure)
- Ramón José Aponte Fernández (5 de marzo de 2004-11 de enero de 2024 retirado)
- Ricardo Aldo Barreto Cairo, desde el 11 de enero de 2024